# Élections départementales de 2015 en Moselle
Les élections départementales ont eu lieu les 22 et 29 mars 2015.

## Contexte départemental

### Modifications à la suite de la réforme de 2013
À compter du scrutin de 2015, les « élections départementales » et les « conseils départementaux » remplacent les « élections cantonales » et les « conseils généraux », en vertu de la loi du 17 mai 2013. Le mode de scrutin est également modifié, passant à un renouvellement intégral des conseils au scrutin binominal majoritaire pour un mandat de 6 ans (au lieu d'un renouvellement par moitié au scrutin uninominal tous les 3 ans).

#### Mode de scrutin
L'élection des conseillers départementaux a lieu au scrutin binominal majoritaire à deux tours. Dans chaque canton, les candidatures prennent la forme d'un binôme composé d'une femme et d'un homme (auxquels s'ajoutent deux suppléants, une femme et un homme également). Le corps électoral est celui des électeurs français inscrits dans une des communes du canton.
Pour être élu au premier tour, un binôme doit obtenir au moins la majorité absolue des suffrages exprimés et un nombre de suffrages égal à au moins 25 % des électeurs inscrits. Si aucun binôme n'est élu au premier tour, peuvent se présenter au second tour les deux binômes arrivés en tête et ceux qui ont obtenu un nombre de suffrages au moins égal à 12,5 % des électeurs inscrits. Est élu au second tour le binôme qui obtient le plus grand nombre de voix.

#### Redécoupage des cantons
Pour permettre l'organisation du scrutin binominal, un redécoupage des cantons a été effectué.
Dans la Moselle, le décret no 2014-183 du 18 février 2014 portant délimitation des cantons dans le  département de la Moselle a défini 27 cantons :
- canton n° 1 (Algrange) ;
- canton n° 2 (Bitche) ;
- canton n° 3 (Boulay-Moselle) ;
- canton n° 4 (Bouzonville) ;
- canton n° 5 (Les Coteaux de Moselle) ;
- canton n° 6 (Fameck) ;
- canton n° 7 (Faulquemont) ;
- canton n° 8 (Forbach) ;
- canton n° 9 (Freyming-Merlebach) ;
- canton n° 10 (Hayange) ;
- canton n° 11 (Metz-1) ;
- canton n° 12 (Metz-2) ;
- canton n° 13 (Metz-3) ;
- canton n° 14 (Metzervisse) ;
- canton n° 15 (Montigny-lès-Metz) ;
- canton n° 16 (Le Pays Messin) ;
- canton n° 17 (Phalsbourg) ;
- canton n° 18 (Rombas) ;
- canton n° 19 (Saint-Avold) ;
- canton n° 20 (Sarralbe) ;
- canton n° 21 (Sarrebourg) ;
- canton n° 22 (Sarreguemines) ;
- canton n° 23 (Le Saulnois) ;
- canton n° 24 (Le Sillon Mosellan) ;
- canton n° 25 (Stiring-Wendel) ;
- canton n° 26 (Thionville) ;
- canton n° 27 (Yutz).

Il y aura donc 54 conseillers généraux dans la Moselle, contre 51 auparavant.

### Assemblée départementale sortante
Avant les élections, le conseil général de la Moselle est présidé par Patrick Weiten (UDI). Il comprend 51 conseillers généraux issus des 51 cantons de la Moselle.Après le redécoupage cantonal de 2014, ce sont 54 conseillers départementaux qui seront élus au sein des 27 nouveaux cantons de la Moselle.
| Parti                                | Sigle | Sigle | Élus |
| ------------------------------------ | ----- | ----- | ---- |
| Majorité (28 sièges)                 |       |       |      |
| Union pour un mouvement populaire    |       | UMP   | 13   |
| Union des démocrates et indépendants |       | UDI   | 10   |
| Divers droite                        |       | DVD   | 4    |
| Mouvement démocrate                  |       | MoDem | 1    |
| Opposition (18 sièges)               |       |       |      |
| Parti socialiste                     |       | PS    | 17   |
| Parti communiste français            |       | PCF   | 1    |
| Non-inscrits (5 sièges)              |       |       |      |
| Divers droite                        |       | DVD   | 4    |
| Debout la France                     |       | DLF   | 1    |
| Président du conseil général         |       |       |      |
| Patrick Weiten (UDI)                 |       |       |      |

### Assemblée départementale élue
Le 2 avril 2015, Patrick Weiten (UDI) est réélu à la tête du conseil départemental de la Moselle avec 40 voix. Le groupe de la majorité est dirigé par Denis Jacquat (UMP), tandis que celui de l'opposition l'est par Sébastien Koenig (PS).
| Parti                                | Sigle | Sigle | Élus |
| ------------------------------------ | ----- | ----- | ---- |
| Majorité (40 sièges)                 |       |       |      |
| Union pour un mouvement populaire    |       | UMP   | 16   |
| Union des démocrates et indépendants |       | UDI   | 8    |
| Divers droite                        |       | DVD   | 16   |
| Opposition (14 sièges)               |       |       |      |
| Parti socialiste                     |       | PS    | 14   |
| Président du conseil départemental   |       |       |      |
| Patrick Weiten (UDI)                 |       |       |      |

## Résultats à l'échelle du département

### Résultats par nuances du ministère de l'Intérieur
Les nuances utilisées par le ministère de l'Intérieur ne tiennent pas compte des alliances locales.
| Binômes     | Binômes            | Premier tour | Premier tour | Second tour | Second tour | Sièges |
| Binômes     | Binômes            | Voix         | %            | Voix        | %           | Sièges |
| ----------- | ------------------ | ------------ | ------------ | ----------- | ----------- | ------ |
|             | DVD                | 45 753       | 14,13        | 56 987      | 18,28       | 14     |
|             | UMP                | 36 440       | 11,25        | 25 913      | 8,31        | 6      |
|             | Union de la droite | 29 397       | 9,08         | 37 760      | 12,11       | 12     |
|             | UDI                | 20 587       | 6,36         | 29 678      | 9,52        | 8      |
|             | DLF                | 1 798        | 0,56         |             |             |        |
|             | UC                 | 1 673        | 0,52         |             |             |        |
|             | MoDem              | 278          | 0,09         |             |             |        |
| Droite      | Droite             | 135 926      | 41,99        | 150 338     | 48,22       | 40     |
|             |                    |              |              |             |             |        |
|             | FN                 | 103 892      | 32,08        | 109 031     | 34,97       | 0      |
|             |                    |              |              |             |             |        |
|             | PS                 | 58 231       | 17,98        | 52 401      | 16,81       | 14     |
|             | FG                 | 17 550       | 5,42         |             |             |        |
|             | EÉLV               | 3 668        | 1,13         |             |             |        |
|             | DVG                | 2 283        | 0,70         |             |             |        |
|             | PCF                | 1 074        | 0,33         |             |             |        |
|             | Union de la gauche | 986          | 0,30         |             |             |        |
|             | PRG                | 262          | 0,08         |             |             |        |
| Gauche      | Gauche             | 84 054       | 25,94        | 52 401      | 16,81       | 14     |
|             |                    |              |              |             |             |        |
| Inscrits    | Inscrits           | 752 911      | 100,00       | 752 962     | 100,00      |        |
| Abstentions | Abstentions        | 415 050      | 55,13        | 416 841     | 55,36       |        |
| Votants     | Votants            | 337 861      | 44,87        | 336 121     | 44,64       |        |
| Blancs      | Blancs             | 10 217       | 3,02         | 18 325      | 5,45        |        |
| Nuls        | Nuls               | 3 772        | 1,12         | 6 026       | 1,79        |        |
| Exprimés    | Exprimés           | 323 872      | 95,86        | 311 770     | 92,76       |        |

### Analyses
La droite et le centre, avec 48,21 % des suffrages au second tour, remportent 20 des 27 cantons du département, soit 40 sièges au conseil départemental. La gauche, avec 16,81 % des suffrages, obtient les 7 cantons restants, soit 14 sièges. Le Front national, malgré 34,98 % des voix, n'obtient aucun siège.
Le président du conseil départemental sortant, Patrick Weiten (UDI), est réélu.

### Résultats par canton
| Canton                 | Conseiller sortant        | Parti                       | Parti       | Conseiller élu          | Parti             | Parti             |
| ---------------------- | ------------------------- | --------------------------- | ----------- | ----------------------- | ----------------- | ----------------- |
| Albestroff             | Alain Pattar              |                             | UDI         | Canton supprimé         | Canton supprimé   | Canton supprimé   |
| Algrange               | René Gori*                |                             | PS          | Jacky Aliventi          |                   | PS                |
| Algrange               | René Gori*                | Peggy Mazzero-Becker        | PS          |                         | PS                |                   |
| Ars-sur-Moselle        | Jean-Claude Wannenmacher* |                             | PS          | Cantons supprimés       | Cantons supprimés | Cantons supprimés |
| Behren-lès-Forbach     | Jean-Bernard Martin       |                             | PS          | Cantons supprimés       | Cantons supprimés | Cantons supprimés |
| Bitche                 | Gérard Humbert*           |                             | UDI         | Anne Mazuy-Harter       |                   | DVD               |
| Bitche                 | Gérard Humbert*           | David Suck                  | UDI         |                         | UDI               |                   |
| Boulay-Moselle         | André Boucher*            |                             | DVD         | Jean-Paul Dastillung    |                   | UDI               |
| Boulay-Moselle         | André Boucher*            | Ginette Magras              | DVD         |                         | UMP               |                   |
| Bouzonville            | Clément Larcher*          |                             | UMP         | Katia Muller            |                   | UDI               |
| Bouzonville            | Clément Larcher*          | Laurent Steichen            | UMP         |                         | UDI               |                   |
| Cattenom               | Michel Paquet*            |                             | DVD         | Cantons supprimés       | Cantons supprimés | Cantons supprimés |
| Château-Salins         | Claude Cornet*            |                             | DVD         | Cantons supprimés       | Cantons supprimés | Cantons supprimés |
| Les Coteaux de Moselle | Canton créé               | Canton créé                 | Canton créé | Jean François           |                   | UMP               |
| Les Coteaux de Moselle | Canton créé               | Canton créé                 | Canton créé | Bernadette Lapaque      |                   | DVD               |
| Delme                  | Brice Lerond*             |                             | DVD         | Cantons supprimés       | Cantons supprimés | Cantons supprimés |
| Dieuze                 | Fernand Lormant           |                             | UMP         | Cantons supprimés       | Cantons supprimés | Cantons supprimés |
| Fameck                 | Clément Arnould           |                             | PS          | Clément Arnould         |                   | PS                |
| Fameck                 | Clément Arnould           | Michèle Bey                 | PS          |                         | PS                |                   |
| Faulquemont            | François Lavergne         |                             | DVD         | Danièle Jager-Weber     |                   | DVD               |
| Faulquemont            | François Lavergne         | François Lavergne           | DVD         |                         | DVD               |                   |
| Fénétrange             | Alfred Poirot*            |                             | DVD         | Cantons supprimés       | Cantons supprimés | Cantons supprimés |
| Florange               | Philippe Tarillon*        |                             | PS          | Cantons supprimés       | Cantons supprimés | Cantons supprimés |
| Fontoy                 | Jacky Aliventi            |                             | PS          | Cantons supprimés       | Cantons supprimés | Cantons supprimés |
| Forbach                | Marie-Antoinette Gérolt   |                             | PS          | Carmen Diligent         |                   | UMP               |
| Forbach                | Marie-Antoinette Gérolt   | Gilbert Schuh               | PS          |                         | UDI               |                   |
| Freyming-Merlebach     | Laurent Kleinhentz        |                             | PS          | Françoise Goldite       |                   | PS                |
| Freyming-Merlebach     | Laurent Kleinhentz        | Laurent Kleinhentz          | PS          |                         | PS                |                   |
| Grostenquin            | Claude Bitte              |                             | UMP         | Canton supprimé         | Canton supprimé   | Canton supprimé   |
| Hayange                | Philippe David*           |                             | PS          | Nathalie Ambrosin-Chini |                   | PS                |
| Hayange                | Philippe David*           | Luc Corradi                 | PS          |                         | PS                |                   |
| Lorquin                | Emmanuel Riehl            |                             | UDI         | Cantons supprimés       | Cantons supprimés | Cantons supprimés |
| Maizières-lès-Metz     | Aurélie Filippetti*       |                             | PS          | Cantons supprimés       | Cantons supprimés | Cantons supprimés |
| Marange-Silvange       | Marcel Klammers*          |                             | PS          | Cantons supprimés       | Cantons supprimés | Cantons supprimés |
| Metz-Ville-1           | Dominique Gros            |                             | PS          | Cantons supprimés       | Cantons supprimés | Cantons supprimés |
| Metz-Ville-2           | Denis Jacquat             |                             | UMP         | Cantons supprimés       | Cantons supprimés | Cantons supprimés |
| Metz-Ville-3           | Nathalie Griesbeck*       |                             | MoDem       | Cantons supprimés       | Cantons supprimés | Cantons supprimés |
| Metz-Ville-4           | Jean-Michel Toulouze      |                             | PS          | Cantons supprimés       | Cantons supprimés | Cantons supprimés |
| Metz-1                 | Canton créé               | Canton créé                 | Canton créé | Dominique Gros          |                   | PS                |
| Metz-1                 | Canton créé               | Canton créé                 | Canton créé | Patricia Sallusti       |                   | PS                |
| Metz-2                 | Canton créé               | Canton créé                 | Canton créé | Nathalie Colin-Oesterlé |                   | UDI               |
| Metz-2                 | Canton créé               | Canton créé                 | Canton créé | Denis Jacquat           |                   | UMP               |
| Metz-3                 | Canton créé               | Canton créé                 | Canton créé | Sébastien Koenig        |                   | PS                |
| Metz-3                 | Canton créé               | Canton créé                 | Canton créé | Sélima Saadi            |                   | PS                |
| Metzervisse            | Jean-Pierre La Vaullée    |                             | PS          | Isabelle Rauch          |                   | UDI               |
| Metzervisse            | Jean-Pierre La Vaullée    | Pierre Zenner               | PS          |                         | UDI               |                   |
| Montigny-lès-Metz      | Lucien Vetsch             |                             | UDI         | Marie-Louise Kuntz      |                   | UMP               |
| Montigny-lès-Metz      | Lucien Vetsch             | Lucien Vetsch               | UDI         |                         | UDI               |                   |
| Moyeuvre-Grande        | Luc Corradi               |                             | PCF         | Cantons supprimés       | Cantons supprimés | Cantons supprimés |
| Pange                  | Bernard Hertzog*          |                             | UMP         | Cantons supprimés       | Cantons supprimés | Cantons supprimés |
| Le Pays messin         | Canton créé               | Canton créé                 | Canton créé | Martine Gillard         |                   | DVD               |
| Le Pays messin         | Canton créé               | Canton créé                 | Canton créé | Jean-Louis Masson       |                   | DVD               |
| Phalsbourg             | Patrick Reichheld         |                             | UDI         | Nicole Pierrard         |                   | DVD               |
| Phalsbourg             | Patrick Reichheld         | Patrick Reichheld           | UDI         |                         | UDI               |                   |
| Réchicourt-le-Château  | André Perrin*             |                             | UDI         | Cantons supprimés       | Cantons supprimés | Cantons supprimés |
| Rohrbach-lès-Bitche    | Daniel Zintz              |                             | UMP         | Cantons supprimés       | Cantons supprimés | Cantons supprimés |
| Rombas                 | Lionel Fournier           |                             | PS          | Danielle Calcari-Jean   |                   | PS                |
| Rombas                 | Lionel Fournier           | Lionel Fournier             | PS          |                         | PS                |                   |
| Saint-Avold-1          | Fabrice Boucher           |                             | PS          | Cantons supprimés       | Cantons supprimés | Cantons supprimés |
| Saint-Avold-2          | Jean Schuler              |                             | UMP         | Cantons supprimés       | Cantons supprimés | Cantons supprimés |
| Saint-Avold            | Canton créé               | Canton créé                 | Canton créé | Patricia Boeglen        |                   | DVD               |
| Saint-Avold            | Canton créé               | Canton créé                 | Canton créé | André Wojciechowski     |                   | UDI               |
| Sarralbe               | Alex Staub*               |                             | UMP         | Claude Bitte            |                   | UMP               |
| Sarralbe               | Alex Staub*               | Sonya Cristinelli-Fraiboeuf | UMP         |                         | UMP               |                   |
| Sarrebourg             | Jean-Pierre Spren*        |                             | UMP         | Christine Herzog        |                   | DVD               |
| Sarrebourg             | Jean-Pierre Spren*        | Bernard Simon               | UMP         |                         | DVD               |                   |
| Sarreguemines          | Jean-Claude Cunat         |                             | UDI         | Jean-Claude Cunat       |                   | UDI               |
| Sarreguemines          | Jean-Claude Cunat         | Évelyne Firtion             | UDI         |                         | DVD               |                   |
| Sarreguemines-Campagne | Jean Karmann*             |                             | DVD         | Canton supprimé         | Canton supprimé   | Canton supprimé   |
| Le Saulnois            | Canton créé               | Canton créé                 | Canton créé | Jeannine Berviller      |                   | UDI               |
| Le Saulnois            | Canton créé               | Canton créé                 | Canton créé | Fernand Lormant         |                   | UMP               |
| Sierck-les-Bains       | Jean-Marie Blanchet*      |                             | UMP         | Canton supprimé         | Canton supprimé   | Canton supprimé   |
| Le Sillon mosellan     | Canton créé               | Canton créé                 | Canton créé | Julien Freyburger       |                   | UMP               |
| Le Sillon mosellan     | Canton créé               | Canton créé                 | Canton créé | Valérie Romilly         |                   | UMP               |
| Stiring-Wendel         | Jean-Claude Holtz*        |                             | DVD         | Élisabeth Haag          |                   | DVD               |
| Stiring-Wendel         | Jean-Claude Holtz*        | Constant Kieffer            | DVD         |                         | DVD               |                   |
| Thionville-Est         | Isabelle Rauch            |                             | UDI         | Canton supprimé         | Canton supprimé   | Canton supprimé   |
| Thionville-Ouest       | Bertrand Mertz            |                             | PS          | Canton supprimé         | Canton supprimé   | Canton supprimé   |
| Thionville             | Canton créé               | Canton créé                 | Canton créé | Pauline Lapointe-Zordan |                   | UMP               |
| Thionville             | Canton créé               | Canton créé                 | Canton créé | Olivier Rech            |                   | UMP               |
| Verny                  | Jean François             |                             | UMP         | Cantons supprimés       | Cantons supprimés | Cantons supprimés |
| Vic-sur-Seille         | Philippe Leroy*           |                             | UMP         | Cantons supprimés       | Cantons supprimés | Cantons supprimés |
| Vigy                   | Jean-Louis Masson         |                             | DLF         | Cantons supprimés       | Cantons supprimés | Cantons supprimés |
| Volmunster             | David Suck                |                             | UDI         | Cantons supprimés       | Cantons supprimés | Cantons supprimés |
| Woippy                 | Marie-Louise Kuntz        |                             | UMP         | Cantons supprimés       | Cantons supprimés | Cantons supprimés |
| Yutz                   | Patrick Weiten            |                             | UDI         | Patrick Weiten          |                   | UDI               |
| Yutz                   | Patrick Weiten            | Rachel Zirovnik             | UDI         |                         | UDI               |                   |

* Conseillers généraux sortants ne se représentant pas

## Résultats par canton

### Canton d'Algrange
| Candidats            | Candidats            | Partis      | Partis      | Premier tour | Premier tour | Second tour | Second tour |
| Candidats            | Candidats            | Partis      | Partis      | Voix         | %            | Voix        | %           |
| -------------------- | -------------------- | ----------- | ----------- | ------------ | ------------ | ----------- | ----------- |
| 1                    | John Dewald          |             | FN          | 3 216        | 29,84        | 4 087       | 39,15       |
| 1                    | Christine Lauer      |             | FN          | 3 216        | 29,84        | 4 087       | 39,15       |
| 2                    | Christophe Chavatte  |             | EÉLV        | 435          | 4,04         |             |             |
| 2                    | Josiane Madelaine    |             | EELV        | 435          | 4,04         |             |             |
| 3                    | Marie-Jeanne Jacques |             | DVD         | 1 740        | 16,15        |             |             |
| 3                    | Denis Schitz         |             | DVD         | 1 740        | 16,15        |             |             |
| 4                    | Jacky Aliventi*      |             | PS          | 2 803        | 26,01        | 6 353       | 60,85       |
| 4                    | Peggy Mazzero-Becker |             | PS          | 2 803        | 26,01        | 6 353       | 60,85       |
| 5                    | Sylvie Agostini      |             | UDI         | 850          | 7,89         |             |             |
| 5                    | Patrick Want         |             | UDI         | 850          | 7,89         |             |             |
| 6                    | Sarah Boumédine      |             | FG          | 1 732        | 16,07        |             |             |
| 6                    | Patrick Peron        |             | FG          | 1 732        | 16,07        |             |             |
|                      |                      |             |             |              |              |             |             |
| Inscrits             | Inscrits             | Inscrits    | Inscrits    | 29 281       | 100,00       | 29 281      | 100,00      |
| Abstentions          | Abstentions          | Abstentions | Abstentions | 18 148       | 61,98        | 18 001      | 61,48       |
| Votants              | Votants              | Votants     | Votants     | 11 133       | 38,02        | 11 280      | 38,52       |
| Blancs               | Blancs               | Blancs      | Blancs      | 249          | 2,24         | 651         | 5,77        |
| Nuls                 | Nuls                 | Nuls        | Nuls        | 108          | 0,97         | 189         | 1,68        |
| Exprimés             | Exprimés             | Exprimés    | Exprimés    | 10 776       | 96,79        | 10 440      | 92,55       |
| * conseiller sortant |                      |             |             |              |              |             |             |

### Canton de Bitche
| Candidats            | Candidats            | Partis      | Partis      | Premier tour | Premier tour | Second tour | Second tour |
| Candidats            | Candidats            | Partis      | Partis      | Voix         | %            | Voix        | %           |
| -------------------- | -------------------- | ----------- | ----------- | ------------ | ------------ | ----------- | ----------- |
| 1                    | Christelle Burgun    |             | DVD         | 3 372        | 23,66        | 6 275       | 48,60       |
| 1                    | Vincent Seitlinger   |             | DVD         | 3 372        | 23,66        | 6 275       | 48,60       |
| 2                    | Angèle Dufflo        |             | PS          | 951          | 6,67         |             |             |
| 2                    | Paul Schaeffer       |             | PS          | 951          | 6,67         |             |             |
| 3                    | Pauline Maréchal     |             | PCF         | 607          | 4,26         |             |             |
| 3                    | Alphonse Walter      |             | PCF         | 607          | 4,26         |             |             |
| 4                    | Anne Mazuy-Harter    |             | DVD         | 3 636        | 25,52        | 6 637       | 51,40       |
| 4                    | David Suck*          |             | UDI         | 3 636        | 25,52        | 6 637       | 51,40       |
| 5                    | Emmanuel du Moulinet |             | FN          | 3 242        | 22,75        |             |             |
| 5                    | Édith Schaaff        |             | FN          | 3 242        | 22,75        |             |             |
| 6                    | Éliane Fontaine      |             | DVD         | 2 442        | 17,14        |             |             |
| 6                    | Daniel Zintz*        |             | UMP         | 2 442        | 17,14        |             |             |
|                      |                      |             |             |              |              |             |             |
| Inscrits             | Inscrits             | Inscrits    | Inscrits    | 26 862       | 100,00       | 26 859      | 100,00      |
| Abstentions          | Abstentions          | Abstentions | Abstentions | 12 015       | 44,73        | 12 971      | 48,29       |
| Votants              | Votants              | Votants     | Votants     | 14 847       | 55,27        | 13 888      | 51,71       |
| Blancs               | Blancs               | Blancs      | Blancs      | 404          | 2,72         | 650         | 4,68        |
| Nuls                 | Nuls                 | Nuls        | Nuls        | 193          | 1,30         | 326         | 2,35        |
| Exprimés             | Exprimés             | Exprimés    | Exprimés    | 14 250       | 95,98        | 12 912      | 92,97       |
| * conseiller sortant |                      |             |             |              |              |             |             |

### Canton de Boulay-Moselle
| Candidats   | Candidats            | Partis      | Partis      | Premier tour | Premier tour | Second tour | Second tour |
| Candidats   | Candidats            | Partis      | Partis      | Voix         | %            | Voix        | %           |
| ----------- | -------------------- | ----------- | ----------- | ------------ | ------------ | ----------- | ----------- |
| 1           | Gilbert Pexoto       |             | FG          | 634          | 6,31         |             |             |
| 1           | Hélène Pochard       |             | FG          | 634          | 6,31         |             |             |
| 2           | Jean-Paul Dastillung |             | UDI         | 3 351        | 33,37        | 5 574       | 54,81       |
| 2           | Ginette Magras       |             | UMP         | 3 351        | 33,37        | 5 574       | 54,81       |
| 3           | Josyane Bialek       |             | FN          | 4 218        | 42,01        | 4 595       | 45,19       |
| 3           | Gérard Vuillaume     |             | FN          | 4 218        | 42,01        | 4 595       | 45,19       |
| 4           | Joëlle Borowski      |             | PS          | 1 838        | 18,30        |             |             |
| 4           | Gérard Fischer       |             | DVG         | 1 838        | 18,30        |             |             |
|             |                      |             |             |              |              |             |             |
| Inscrits    | Inscrits             | Inscrits    | Inscrits    | 22 309       | 100,00       | 22 329      | 100,00      |
| Abstentions | Abstentions          | Abstentions | Abstentions | 11 734       | 52,60        | 11 461      | 51,33       |
| Votants     | Votants              | Votants     | Votants     | 10 575       | 47,40        | 10 868      | 48,67       |
| Blancs      | Blancs               | Blancs      | Blancs      | 380          | 3,59         | 518         | 4,77        |
| Nuls        | Nuls                 | Nuls        | Nuls        | 154          | 1,46         | 181         | 1,67        |
| Exprimés    | Exprimés             | Exprimés    | Exprimés    | 10 041       | 94,95        | 10 169      | 93,57       |

### Canton de Bouzonville
| Candidats   | Candidats          | Partis      | Partis      | Premier tour | Premier tour | Second tour | Second tour |
| Candidats   | Candidats          | Partis      | Partis      | Voix         | %            | Voix        | %           |
| ----------- | ------------------ | ----------- | ----------- | ------------ | ------------ | ----------- | ----------- |
| 1           | Lucien Da Ros      |             | FN          | 3 780        | 34,48        | 4 362       | 41,19       |
| 1           | Irène Weber        |             | FN          | 3 780        | 34,48        | 4 362       | 41,19       |
| 2           | Guy Hesse          |             | PS          | 976          | 8,90         |             |             |
| 2           | Michelle Wax       |             | PS          | 976          | 8,90         |             |             |
| 3           | Katia Muller       |             | UDI         | 2 809        | 25,62        | 6 228       | 58,81       |
| 3           | Laurent Steichen   |             | UDI         | 2 809        | 25,62        | 6 228       | 58,81       |
| 4           | Myriam Barthel     |             | DVD         | 1 860        | 16,97        |             |             |
| 4           | Pascal Rapp        |             | DVD         | 1 860        | 16,97        |             |             |
| 5           | Marie-Ange Doyette |             | DVD         | 1 538        | 14,03        |             |             |
| 5           | Alphonse Masson    |             | UMP         | 1 538        | 14,03        |             |             |
|             |                    |             |             |              |              |             |             |
| Inscrits    | Inscrits           | Inscrits    | Inscrits    | 23 999       | 100,00       | 23 959      | 100,00      |
| Abstentions | Abstentions        | Abstentions | Abstentions | 12 440       | 51,84        | 12 497      | 52,16       |
| Votants     | Votants            | Votants     | Votants     | 11 559       | 48,16        | 11 462      | 47,84       |
| Blancs      | Blancs             | Blancs      | Blancs      | 449          | 3,88         | 710         | 6,19        |
| Nuls        | Nuls               | Nuls        | Nuls        | 147          | 1,27         | 162         | 1,41        |
| Exprimés    | Exprimés           | Exprimés    | Exprimés    | 10 963       | 94,84        | 10 590      | 92,39       |

### Canton des Coteaux de Moselle
| Candidats            | Candidats               | Partis      | Partis      | Premier tour | Premier tour | Second tour | Second tour |
| Candidats            | Candidats               | Partis      | Partis      | Voix         | %            | Voix        | %           |
| -------------------- | ----------------------- | ----------- | ----------- | ------------ | ------------ | ----------- | ----------- |
| 1                    | Thibaut Albrech         |             | FN          | 4 305        | 32,87        | 4 501       | 36,64       |
| 1                    | Carine Wolf             |             | FN          | 4 305        | 32,87        | 4 501       | 36,64       |
| 2                    | Jean Riconneau          |             | FG          | 790          | 6,03         |             |             |
| 2                    | Marie-Christine Sinteff |             | FG          | 790          | 6,03         |             |             |
| 3                    | Jean François*          |             | UMP         | 4 777        | 36,47        | 7 785       | 63,36       |
| 3                    | Bernadette Lapaque      |             | DVD         | 4 777        | 36,47        | 7 785       | 63,36       |
| 4                    | Évelyne Ackel           |             | DVG         | 3 225        | 24,62        |             |             |
| 4                    | Gilles Soulier          |             | PS          | 3 225        | 24,62        |             |             |
|                      |                         |             |             |              |              |             |             |
| Inscrits             | Inscrits                | Inscrits    | Inscrits    | 27 831       | 100,00       | 27 830      | 100,00      |
| Abstentions          | Abstentions             | Abstentions | Abstentions | 14 169       | 50,91        | 14 497      | 52,09       |
| Votants              | Votants                 | Votants     | Votants     | 13 662       | 49,09        | 13 333      | 47,91       |
| Blancs               | Blancs                  | Blancs      | Blancs      | 391          | 2,86         | 771         | 5,78        |
| Nuls                 | Nuls                    | Nuls        | Nuls        | 174          | 1,27         | 276         | 2,07        |
| Exprimés             | Exprimés                | Exprimés    | Exprimés    | 13 097       | 95,86        | 12 286      | 92,15       |
| * conseiller sortant |                         |             |             |              |              |             |             |

### Canton de Fameck
| Candidats            | Candidats               | Partis      | Partis      | Premier tour | Premier tour | Second tour | Second tour |
| Candidats            | Candidats               | Partis      | Partis      | Voix         | %            | Voix        | %           |
| -------------------- | ----------------------- | ----------- | ----------- | ------------ | ------------ | ----------- | ----------- |
| 1                    | Pascal Didier           |             | EÉLV        | 432          | 4,30         |             |             |
| 1                    | Adeline Quercia         |             | EÉLV        | 432          | 4,30         |             |             |
| 2                    | Jean-Marc Heyert        |             | FG          | 593          | 5,90         |             |             |
| 2                    | Géraldine Porte         |             | FG          | 593          | 5,90         |             |             |
| 3                    | Clément Arnould*        |             | PS          | 2 998        | 29,83        | 5 952       | 59,43       |
| 3                    | Michèle Bey             |             | PS          | 2 998        | 29,83        | 5 952       | 59,43       |
| 4                    | Patricia Kwiatkowski    |             | PRG         | 262          | 2,61         |             |             |
| 4                    | Samuel Zonato           |             | PRG         | 262          | 2,61         |             |             |
| 5                    | Damien Bourgois         |             | FN          | 3 078        | 30,63        | 4 063       | 40,57       |
| 5                    | Murielle Deiss          |             | FN          | 3 078        | 30,63        | 4 063       | 40,57       |
| 6                    | Caroline Deratte-Sepans |             | UMP         | 2 686        | 26,73        |             |             |
| 6                    | Rémy Sadocco            |             | UMP         | 2 686        | 26,73        |             |             |
|                      |                         |             |             |              |              |             |             |
| Inscrits             | Inscrits                | Inscrits    | Inscrits    | 27 474       | 100,00       | 27 472      | 100,00      |
| Abstentions          | Abstentions             | Abstentions | Abstentions | 17 041       | 62,03        | 16 679      | 60,71       |
| Votants              | Votants                 | Votants     | Votants     | 10 433       | 37,97        | 10 793      | 39,29       |
| Blancs               | Blancs                  | Blancs      | Blancs      | 296          | 2,84         | 564         | 5,23        |
| Nuls                 | Nuls                    | Nuls        | Nuls        | 88           | 0,84         | 214         | 1,98        |
| Exprimés             | Exprimés                | Exprimés    | Exprimés    | 10 049       | 96,32        | 10 015      | 92,79       |
| * conseiller sortant |                         |             |             |              |              |             |             |

### Canton de Faulquemont
| Candidats            | Candidats                       | Partis      | Partis      | Premier tour | Premier tour | Second tour | Second tour |
| Candidats            | Candidats                       | Partis      | Partis      | Voix         | %            | Voix        | %           |
| -------------------- | ------------------------------- | ----------- | ----------- | ------------ | ------------ | ----------- | ----------- |
| 1                    | Emmanuel Jacquot                |             | DLF         | 547          | 3,91         |             |             |
| 1                    | Nabila Ouriaghli                |             | DLF         | 547          | 3,91         |             |             |
| 2                    | Hacen Bournine                  |             | PS          | 2 127        | 15,20        |             |             |
| 2                    | Marie-Thérèse Gansoinat-Ravaine |             | PS          | 2 127        | 15,20        |             |             |
| 3                    | Magali Châtelain                |             | FN          | 4 831        | 34,52        | 5 031       | 37,29       |
| 3                    | Lionel Lardier                  |             | FN          | 4 831        | 34,52        | 5 031       | 37,29       |
| 4                    | Marie-Laure Picard              |             | FG          | 556          | 3,97         |             |             |
| 4                    | Gilles Théobald                 |             | FG          | 556          | 3,97         |             |             |
| 5                    | Danièle Jager-Weber             |             | DVD         | 5 933        | 42,40        | 8 459       | 62,71       |
| 5                    | François Lavergne*              |             | DVD         | 5 933        | 42,40        | 8 459       | 62,71       |
|                      |                                 |             |             |              |              |             |             |
| Inscrits             | Inscrits                        | Inscrits    | Inscrits    | 30 323       | 100,00       | 30 323      | 100,00      |
| Abstentions          | Abstentions                     | Abstentions | Abstentions | 15 713       | 51,82        | 15 998      | 52,76       |
| Votants              | Votants                         | Votants     | Votants     | 14 610       | 48,18        | 14 325      | 47,24       |
| Blancs               | Blancs                          | Blancs      | Blancs      | 473          | 3,24         | 621         | 4,34        |
| Nuls                 | Nuls                            | Nuls        | Nuls        | 143          | 0,98         | 214         | 1,49        |
| Exprimés             | Exprimés                        | Exprimés    | Exprimés    | 13 994       | 95,78        | 13 490      | 94,17       |
| * conseiller sortant |                                 |             |             |              |              |             |             |

### Canton de Forbach
| Candidats            | Candidats                | Partis      | Partis      | Premier tour | Premier tour | Second tour | Second tour |
| Candidats            | Candidats                | Partis      | Partis      | Voix         | %            | Voix        | %           |
| -------------------- | ------------------------ | ----------- | ----------- | ------------ | ------------ | ----------- | ----------- |
| 1                    | Carmen Diligent          |             | UMP         | 2 634        | 27,57        | 5 296       | 53,89       |
| 1                    | Gilbert Schuh            |             | UDI         | 2 634        | 27,57        | 5 296       | 53,89       |
| 2                    | Patricia Corbisez        |             | FN          | 3 907        | 40,90        | 4 532       | 46,11       |
| 2                    | Éric Vilain              |             | FN          | 3 907        | 40,90        | 4 532       | 46,11       |
| 3                    | Marie-Emma Hesse         |             | FG          | 491          | 5,14         |             |             |
| 3                    | David Seyer              |             | FG          | 491          | 5,14         |             |             |
| 4                    | Marie-Antoinette Gerolt* |             | PS          | 2 521        | 26,39        |             |             |
| 4                    | Jean-Bernard Martin*     |             | PS          | 2 521        | 26,39        |             |             |
|                      |                          |             |             |              |              |             |             |
| Inscrits             | Inscrits                 | Inscrits    | Inscrits    | 27 203       | 100,00       | 27 204      | 100,00      |
| Abstentions          | Abstentions              | Abstentions | Abstentions | 17 260       | 63,45        | 16 775      | 61,66       |
| Votants              | Votants                  | Votants     | Votants     | 9 943        | 36,55        | 10 429      | 38,34       |
| Blancs               | Blancs                   | Blancs      | Blancs      | 258          | 2,59         | 447         | 4,29        |
| Nuls                 | Nuls                     | Nuls        | Nuls        | 132          | 1,33         | 154         | 1,48        |
| Exprimés             | Exprimés                 | Exprimés    | Exprimés    | 9 553        | 96,08        | 9 828       | 94,24       |
| * conseiller sortant |                          |             |             |              |              |             |             |

### Canton de Freyming-Merlebach
| Candidats            | Candidats              | Partis      | Partis      | Premier tour | Premier tour | Second tour | Second tour |
| Candidats            | Candidats              | Partis      | Partis      | Voix         | %            | Voix        | %           |
| -------------------- | ---------------------- | ----------- | ----------- | ------------ | ------------ | ----------- | ----------- |
| 1                    | Françoise Goldite      |             | PS          | 3 230        | 36,02        | 5 344       | 56,95       |
| 1                    | Laurent Kleinhentz*    |             | PS          | 3 230        | 36,02        | 5 344       | 56,95       |
| 2                    | Fabienne Beauvais      |             | UMP         | 2 159        | 24,08        |             |             |
| 2                    | Jean-Marie Schoumacher |             | UMP         | 2 159        | 24,08        |             |             |
| 3                    | Stéfanie Coniglio      |             | FN          | 3 577        | 39,90        | 4 039       | 43,05       |
| 3                    | Bernard Janvier        |             | FN          | 3 577        | 39,90        | 4 039       | 43,05       |
|                      |                        |             |             |              |              |             |             |
| Inscrits             | Inscrits               | Inscrits    | Inscrits    | 23 055       | 100,00       | 23 057      | 100,00      |
| Abstentions          | Abstentions            | Abstentions | Abstentions | 13 757       | 59,67        | 13 211      | 57,30       |
| Votants              | Votants                | Votants     | Votants     | 9 298        | 40,33        | 9 846       | 42,70       |
| Blancs               | Blancs                 | Blancs      | Blancs      | 230          | 2,47         | 355         | 3,61        |
| Nuls                 | Nuls                   | Nuls        | Nuls        | 102          | 1,10         | 108         | 1,10        |
| Exprimés             | Exprimés               | Exprimés    | Exprimés    | 8 966        | 96,43        | 9 383       | 95,30       |
| * conseiller sortant |                        |             |             |              |              |             |             |

### Canton de Hayange
| Candidats            | Candidats               | Partis      | Partis      | Premier tour | Premier tour | Second tour | Second tour |
| Candidats            | Candidats               | Partis      | Partis      | Voix         | %            | Voix        | %           |
| -------------------- | ----------------------- | ----------- | ----------- | ------------ | ------------ | ----------- | ----------- |
| 1                    | Fabien Engelmann        |             | FN          | 4 560        | 39,39        | 5 349       | 45,30       |
| 1                    | Marie-Christine Houdin  |             | FN          | 4 560        | 39,39        | 5 349       | 45,30       |
| 2                    | Nathalie Ambrosin-Chini |             | PS          | 3 133        | 27,06        | 6 460       | 54,70       |
| 2                    | Luc Corradi*            |             | PS          | 3 133        | 27,06        | 6 460       | 54,70       |
| 3                    | Christine Ferrari       |             | UMP         | 1 870        | 16,15        |             |             |
| 3                    | Pascal Hauck            |             | UMP         | 1 870        | 16,15        |             |             |
| 4                    | Doris Bartoletti        |             | FG          | 2 013        | 17,39        |             |             |
| 4                    | Serge Jurczak           |             | FG          | 2 013        | 17,39        |             |             |
|                      |                         |             |             |              |              |             |             |
| Inscrits             | Inscrits                | Inscrits    | Inscrits    | 30 928       | 100,00       | 30 925      | 100,00      |
| Abstentions          | Abstentions             | Abstentions | Abstentions | 18 816       | 60,84        | 18 327      | 59,26       |
| Votants              | Votants                 | Votants     | Votants     | 12 112       | 39,16        | 12 598      | 40,74       |
| Blancs               | Blancs                  | Blancs      | Blancs      | 394          | 3,25         | 584         | 4,64        |
| Nuls                 | Nuls                    | Nuls        | Nuls        | 142          | 1,17         | 205         | 1,63        |
| Exprimés             | Exprimés                | Exprimés    | Exprimés    | 11 576       | 95,57        | 11 809      | 93,74       |
| * conseiller sortant |                         |             |             |              |              |             |             |

### Canton de Metz-1
| Candidats            | Candidats                 | Partis      | Partis      | Premier tour | Premier tour | Second tour | Second tour |
| Candidats            | Candidats                 | Partis      | Partis      | Voix         | %            | Voix        | %           |
| -------------------- | ------------------------- | ----------- | ----------- | ------------ | ------------ | ----------- | ----------- |
| 1                    | Philippe Charlier         |             | FG          | 708          | 7,95         |             |             |
| 1                    | Marie Maréchal            |             | FG          | 708          | 7,95         |             |             |
| 2                    | Sébastien Brodbeck        |             | FN          | 2 445        | 27,44        | 3 036       | 36,93       |
| 2                    | Françoise Grolet (simple) |             | FN          | 2 445        | 27,44        | 3 036       | 36,93       |
| 3                    | Philippe Apelle           |             | DVD         | 638          | 7,16         |             |             |
| 3                    | Christine Singer          |             | PLD         | 638          | 7,16         |             |             |
| 4                    | Fabrice Heitz-Mayen       |             | DVD         | 222          | 2,49         |             |             |
| 4                    | Laurence Kurtz            |             | DVD         | 222          | 2,49         |             |             |
| 5                    | Xavier Kormann            |             | DVD         | 131          | 1,47         |             |             |
| 5                    | Geneviève Seltzer         |             | DVD         | 131          | 1,47         |             |             |
| 6                    | Dominique Gros*           |             | PS          | 3 152        | 35,38        | 5 184       | 63,07       |
| 6                    | Patricia Sallusti         |             | PS          | 3 152        | 35,38        | 5 184       | 63,07       |
| 7                    | Fabrice Garau             |             | UMP         | 1 614        | 18,11        |             |             |
| 7                    | Martine Nicolas           |             | UMP         | 1 614        | 18,11        |             |             |
|                      |                           |             |             |              |              |             |             |
| Inscrits             | Inscrits                  | Inscrits    | Inscrits    | 22 291       | 100,00       | 22 291      | 100,00      |
| Abstentions          | Abstentions               | Abstentions | Abstentions | 13 012       | 58,37        | 13 242      | 59,41       |
| Votants              | Votants                   | Votants     | Votants     | 9 279        | 41,63        | 9 049       | 40,59       |
| Blancs               | Blancs                    | Blancs      | Blancs      | 257          | 2,77         | 611         | 6,75        |
| Nuls                 | Nuls                      | Nuls        | Nuls        | 112          | 1,21         | 218         | 2,41        |
| Exprimés             | Exprimés                  | Exprimés    | Exprimés    | 8 910        | 96,02        | 8 220       | 90,84       |
| * conseiller sortant |                           |             |             |              |              |             |             |

### Canton de Metz-2
| Candidats            | Candidats               | Partis      | Partis      | Premier tour | Premier tour | Second tour | Second tour |
| Candidats            | Candidats               | Partis      | Partis      | Voix         | %            | Voix        | %           |
| -------------------- | ----------------------- | ----------- | ----------- | ------------ | ------------ | ----------- | ----------- |
| 1                    | Hanifa Guermiti         |             | PS          | 2 720        | 30,51        | 3 685       | 46,37       |
| 1                    | Jean-Michel Toulouze*   |             | PS          | 2 720        | 30,51        | 3 685       | 46,37       |
| 2                    | Thierry Gourlot         |             | FN          | 2 536        | 28,45        |             |             |
| 2                    | Bérangère Thomas        |             | FN          | 2 536        | 28,45        |             |             |
| 3                    | Stéphane Corbion        |             | FG          | 602          | 6,75         |             |             |
| 3                    | Hasret Kilic            |             | FG          | 602          | 6,75         |             |             |
| 4                    | Nathalie Colin-Oesterlé |             | UDI         | 3 056        | 34,28        | 4 262       | 53,63       |
| 4                    | Denis Jacquat*          |             | UMP         | 3 056        | 34,28        | 4 262       | 53,63       |
|                      |                         |             |             |              |              |             |             |
| Inscrits             | Inscrits                | Inscrits    | Inscrits    | 22 994       | 100,00       | 22 994      | 100,00      |
| Abstentions          | Abstentions             | Abstentions | Abstentions | 13 704       | 59,60        | 14 196      | 61,74       |
| Votants              | Votants                 | Votants     | Votants     | 9 290        | 40,40        | 8 798       | 38,26       |
| Blancs               | Blancs                  | Blancs      | Blancs      | 261          | 2,81         | 623         | 7,08        |
| Nuls                 | Nuls                    | Nuls        | Nuls        | 115          | 1,24         | 228         | 2,59        |
| Exprimés             | Exprimés                | Exprimés    | Exprimés    | 8 914        | 95,95        | 7 947       | 90,33       |
| * conseiller sortant |                         |             |             |              |              |             |             |

### Canton de Metz-3
| Candidats   | Candidats           | Partis      | Partis      | Premier tour | Premier tour | Second tour | Second tour |
| Candidats   | Candidats           | Partis      | Partis      | Voix         | %            | Voix        | %           |
| ----------- | ------------------- | ----------- | ----------- | ------------ | ------------ | ----------- | ----------- |
| 1           | Sébastien Koenig    |             | PS          | 2 551        | 22,09        | 6 082       | 60,58       |
| 1           | Sélima Saadi        |             | PS          | 2 551        | 22,09        | 6 082       | 60,58       |
| 2           | Gilles Bohr         |             | DVD         | 1 687        | 14,61        |             |             |
| 2           | Anne Stemart        |             | DVD         | 1 687        | 14,61        |             |             |
| 3           | Sébastien Hesse     |             | FG          | 727          | 6,30         |             |             |
| 3           | Claire Mertz        |             | FG          | 727          | 6,30         |             |             |
| 4           | Emmanuel Lebeau     |             | DVD         | 1 303        | 11,29        |             |             |
| 4           | Brigitte Renaut     |             | DVD         | 1 303        | 11,29        |             |             |
| 5           | Patrick Thil        |             | UMP         | 2 513        | 21,77        |             |             |
| 5           | Marie-Jo Zimmermann |             | UMP         | 2 513        | 21,77        |             |             |
| 6           | Nathalie Dalmar     |             | FN          | 2 765        | 23,95        | 3 958       | 39,42       |
| 6           | Jean-Michel Rossion |             | FN          | 2 765        | 23,95        | 3 958       | 39,42       |
|             |                     |             |             |              |              |             |             |
| Inscrits    | Inscrits            | Inscrits    | Inscrits    | 25 756       | 100,00       | 25 756      | 100,00      |
| Abstentions | Abstentions         | Abstentions | Abstentions | 13 830       | 53,70        | 14 434      | 56,04       |
| Votants     | Votants             | Votants     | Votants     | 11 926       | 46,30        | 11 322      | 43,96       |
| Blancs      | Blancs              | Blancs      | Blancs      | 261          | 2,19         | 930         | 8,21        |
| Nuls        | Nuls                | Nuls        | Nuls        | 119          | 1,00         | 352         | 3,11        |
| Exprimés    | Exprimés            | Exprimés    | Exprimés    | 11 546       | 96,81        | 10 040      | 88,68       |

### Canton de Metzervisse
| Candidats            | Candidats                | Partis      | Partis      | Premier tour | Premier tour | Second tour | Second tour |
| Candidats            | Candidats                | Partis      | Partis      | Voix         | %            | Voix        | %           |
| -------------------- | ------------------------ | ----------- | ----------- | ------------ | ------------ | ----------- | ----------- |
| 1                    | Annie Hackenheimer       |             | PCF         | 467          | 3,87         |             |             |
| 1                    | Dominique Meli           |             | PCF         | 467          | 3,87         |             |             |
| 2                    | Jean-Pierre La Vaullée*  |             | PS          | 3 192        | 26,42        |             |             |
| 2                    | Marie-Hélène Lenard      |             | PS          | 3 192        | 26,42        |             |             |
| 3                    | Jean-Marc Bertram        |             | FN          | 4 194        | 34,72        | 4 425       | 38,89       |
| 3                    | Jeanine Contou           |             | FN          | 4 194        | 34,72        | 4 425       | 38,89       |
| 4                    | Isabelle Rauch*          |             | UDI         | 3 402        | 28,16        | 6 952       | 61,11       |
| 4                    | Pierre Zenner            |             | UDI         | 3 402        | 28,16        | 6 952       | 61,11       |
| 5                    | Norlhouda Ouadah-Wernain |             | EÉLV        | 826          | 6,84         |             |             |
| 5                    | Gaëtan Rieffel           |             | EÉLV        | 826          | 6,84         |             |             |
|                      |                          |             |             |              |              |             |             |
| Inscrits             | Inscrits                 | Inscrits    | Inscrits    | 28 429       | 100,00       | 28 432      | 100,00      |
| Abstentions          | Abstentions              | Abstentions | Abstentions | 15 826       | 55,67        | 15 961      | 56,14       |
| Votants              | Votants                  | Votants     | Votants     | 12 603       | 44,33        | 12 471      | 43,86       |
| Blancs               | Blancs                   | Blancs      | Blancs      | 445          | 3,53         | 850         | 6,82        |
| Nuls                 | Nuls                     | Nuls        | Nuls        | 77           | 0,61         | 244         | 1,96        |
| Exprimés             | Exprimés                 | Exprimés    | Exprimés    | 12 081       | 95,86        | 11 377      | 91,23       |
| * conseiller sortant |                          |             |             |              |              |             |             |

### Canton de Montigny-lès-Metz
| Candidats            | Candidats            | Partis      | Partis      | Premier tour | Premier tour | Second tour | Second tour |
| Candidats            | Candidats            | Partis      | Partis      | Voix         | %            | Voix        | %           |
| -------------------- | -------------------- | ----------- | ----------- | ------------ | ------------ | ----------- | ----------- |
| 1                    | Marie-Louise Kuntz*  |             | UMP         | 6 307        | 42,43        | 9 511       | 68,66       |
| 1                    | Lucien Vetsch*       |             | UMP         | 6 307        | 42,43        | 9 511       | 68,66       |
| 2                    | Sophie Baillargeat   |             | FG          | 1 239        | 8,33         |             |             |
| 2                    | Christophe Jacquemin |             | FG          | 1 239        | 8,33         |             |             |
| 3                    | Maria Albrech        |             | FN          | 4 161        | 27,99        | 4 342       | 31,34       |
| 3                    | Aymeric Perraud      |             | FN          | 4 161        | 27,99        | 4 342       | 31,34       |
| 4                    | Christine Tison      |             | PS          | 2 516        | 16,92        |             |             |
| 4                    | David Vivarelli      |             | PS          | 2 516        | 16,92        |             |             |
| 5                    | Pierre Jeras         |             | DLF         | 643          | 4,33         |             |             |
| 5                    | Antoinette Koch      |             | DLF         | 643          | 4,33         |             |             |
|                      |                      |             |             |              |              |             |             |
| Inscrits             | Inscrits             | Inscrits    | Inscrits    | 34 285       | 100,00       | 34 284      | 100,00      |
| Abstentions          | Abstentions          | Abstentions | Abstentions | 18 729       | 54,63        | 19 175      | 55,93       |
| Votants              | Votants              | Votants     | Votants     | 15 556       | 45,37        | 15 109      | 44,07       |
| Blancs               | Blancs               | Blancs      | Blancs      | 507          | 3,26         | 933         | 6,18        |
| Nuls                 | Nuls                 | Nuls        | Nuls        | 183          | 1,18         | 323         | 2,14        |
| Exprimés             | Exprimés             | Exprimés    | Exprimés    | 14 866       | 95,56        | 13 853      | 91,69       |
| * conseiller sortant |                      |             |             |              |              |             |             |

### Canton du Pays messin
| Candidats            | Candidats            | Partis      | Partis      | Premier tour | Premier tour | Second tour | Second tour |
| Candidats            | Candidats            | Partis      | Partis      | Voix         | %            | Voix        | %           |
| -------------------- | -------------------- | ----------- | ----------- | ------------ | ------------ | ----------- | ----------- |
| 1                    | Olivier Bauchat      |             | FN          | 4 973        | 31,79        | 5 517       | 37,83       |
| 1                    | Pascale Gendarme     |             | FN          | 4 973        | 31,79        | 5 517       | 37,83       |
| 2                    | Nathalie de Oliveira |             | PS          | 2 436        | 15,57        |             |             |
| 2                    | Éric Gulino          |             | PS          | 2 436        | 15,57        |             |             |
| 3                    | Martine Gillard      |             | DVD         | 3 941        | 25,19        | 9 067       | 62,17       |
| 3                    | Jean-Louis Masson*   |             | DVD         | 3 941        | 25,19        | 9 067       | 62,17       |
| 4                    | Marceline Legrand    |             | UMP         | 3 220        | 20,59        |             |             |
| 4                    | Olivier Schmitt      |             | UMP         | 3 220        | 20,59        |             |             |
| 5                    | Didier Gatty         |             | FG          | 1 072        | 6,85         |             |             |
| 5                    | Nathalie Reins       |             | FG          | 1 072        | 6,85         |             |             |
|                      |                      |             |             |              |              |             |             |
| Inscrits             | Inscrits             | Inscrits    | Inscrits    | 31 654       | 100,00       | 31 723      | 100,00      |
| Abstentions          | Abstentions          | Abstentions | Abstentions | 15 245       | 48,16        | 15 700      | 49,49       |
| Votants              | Votants              | Votants     | Votants     | 16 409       | 51,84        | 16 023      | 50,51       |
| Blancs               | Blancs               | Blancs      | Blancs      | 595          | 3,63         | 1 059       | 6,61        |
| Nuls                 | Nuls                 | Nuls        | Nuls        | 172          | 1,05         | 380         | 2,37        |
| Exprimés             | Exprimés             | Exprimés    | Exprimés    | 15 642       | 95,33        | 14 584      | 91,02       |
| * conseiller sortant |                      |             |             |              |              |             |             |

### Canton de Phalsbourg
| Candidats            | Candidats                  | Partis      | Partis      | Premier tour | Premier tour | Second tour | Second tour |
| Candidats            | Candidats                  | Partis      | Partis      | Voix         | %            | Voix        | %           |
| -------------------- | -------------------------- | ----------- | ----------- | ------------ | ------------ | ----------- | ----------- |
| 1                    | Camille Gazaud             |             | FN          | 4 306        | 33,76        | 5 051       | 40,90       |
| 1                    | Alexandre Sinteff          |             | FN          | 4 306        | 33,76        | 5 051       | 40,90       |
| 2                    | Nicole Pierrard            |             | DVD         | 3 146        | 24,66        | 7 299       | 59,10       |
| 2                    | Patrick Reichheld*         |             | UDI         | 3 146        | 24,66        | 7 299       | 59,10       |
| 3                    | Véronique Madelaine Klein  |             | UMP         | 2 003        | 15,70        |             |             |
| 3                    | Antoine Schott             |             | UMP         | 2 003        | 15,70        |             |             |
| 4                    | Marie-Élisabeth Lingenheld |             | UDI         | 2 531        | 19,84        |             |             |
| 4                    | Emmanuel Riehl*            |             | UDI         | 2 531        | 19,84        |             |             |
| 5                    | Laura Huber                |             | PS          | 769          | 6,03         |             |             |
| 5                    | Christophe Metzinger       |             | PS          | 769          | 6,03         |             |             |
|                      |                            |             |             |              |              |             |             |
| Inscrits             | Inscrits                   | Inscrits    | Inscrits    | 26 088       | 100,00       | 26 080      | 100,00      |
| Abstentions          | Abstentions                | Abstentions | Abstentions | 12 686       | 48,63        | 12 984      | 49,79       |
| Votants              | Votants                    | Votants     | Votants     | 13 402       | 51,37        | 13 096      | 50,21       |
| Blancs               | Blancs                     | Blancs      | Blancs      | 486          | 3,63         | 577         | 4,41        |
| Nuls                 | Nuls                       | Nuls        | Nuls        | 161          | 1,20         | 169         | 1,29        |
| Exprimés             | Exprimés                   | Exprimés    | Exprimés    | 12 755       | 95,17        | 12 350      | 94,30       |
| * conseiller sortant |                            |             |             |              |              |             |             |

### Canton de Rombas
| Candidats            | Candidats             | Partis      | Partis      | Premier tour | Premier tour | Second tour | Second tour |
| Candidats            | Candidats             | Partis      | Partis      | Voix         | %            | Voix        | %           |
| -------------------- | --------------------- | ----------- | ----------- | ------------ | ------------ | ----------- | ----------- |
| 1                    | Valérie Marchal       |             | FG          | 1 236        | 8,93         |             |             |
| 1                    | Armand Patrignani     |             | FG          | 1 236        | 8,93         |             |             |
| 2                    | Ouardia Lombardi      |             | UDI         | 1 673        | 12,09        |             |             |
| 2                    | Yves Muller           |             | MoDem       | 1 673        | 12,09        |             |             |
| 3                    | Danielle Calcari-Jean |             | PS          | 3 496        | 25,27        | 7 462       | 54,06       |
| 3                    | Lionel Fournier*      |             | PS          | 3 496        | 25,27        | 7 462       | 54,06       |
| 4                    | Valentin Coquin       |             | UMP         | 2 258        | 16,32        |             |             |
| 4                    | Marina Lorenzini      |             | UMP         | 2 258        | 16,32        |             |             |
| 5                    | Roland Fremery        |             | FN          | 5 171        | 37,38        | 6 341       | 45,94       |
| 5                    | Delphine Haffner      |             | FN          | 5 171        | 37,38        | 6 341       | 45,94       |
|                      |                       |             |             |              |              |             |             |
| Inscrits             | Inscrits              | Inscrits    | Inscrits    | 33 534       | 100,00       | 33 532      | 100,00      |
| Abstentions          | Abstentions           | Abstentions | Abstentions | 19 069       | 56,86        | 18 627      | 55,55       |
| Votants              | Votants               | Votants     | Votants     | 14 465       | 43,14        | 14 905      | 44,45       |
| Blancs               | Blancs                | Blancs      | Blancs      | 447          | 3,09         | 870         | 5,84        |
| Nuls                 | Nuls                  | Nuls        | Nuls        | 184          | 1,27         | 232         | 1,56        |
| Exprimés             | Exprimés              | Exprimés    | Exprimés    | 13 834       | 95,64        | 13 803      | 92,61       |
| * conseiller sortant |                       |             |             |              |              |             |             |

### Canton de Saint-Avold
| Candidats            | Candidats           | Partis      | Partis      | Premier tour | Premier tour | Second tour | Second tour |
| Candidats            | Candidats           | Partis      | Partis      | Voix         | %            | Voix        | %           |
| -------------------- | ------------------- | ----------- | ----------- | ------------ | ------------ | ----------- | ----------- |
| 1                    | Fabrice Boucher*    |             | DVG         | 2 283        | 16,64        |             |             |
| 1                    | Nadine Curtil       |             | DVG         | 2 283        | 16,64        |             |             |
| 2                    | Frédéric Albert     |             | FG          | 437          | 3,19         |             |             |
| 2                    | Silvana Cuglietta   |             | FG          | 437          | 3,19         |             |             |
| 3                    | Patricia Boeglen    |             | DVD         | 3 681        | 26,83        | 7 469       | 57,84       |
| 3                    | André Wojciechowski |             | UDI         | 3 681        | 26,83        | 7 469       | 57,84       |
| 4                    | Alain Ancelin       |             | PS          | 570          | 4,15         |             |             |
| 4                    | Isabelle Crapanzano |             | PS          | 570          | 4,15         |             |             |
| 5                    | Béatrice Krause     |             | UMP         | 2 837        | 20,68        |             |             |
| 5                    | Jean Schuler*       |             | UMP         | 2 837        | 20,68        |             |             |
| 6                    | Gérard Châtelain    |             | FN          | 3 911        | 28,51        | 5 444       | 42,16       |
| 6                    | Nathalie Pigeot     |             | FN          | 3 911        | 28,51        | 5 444       | 42,16       |
|                      |                     |             |             |              |              |             |             |
| Inscrits             | Inscrits            | Inscrits    | Inscrits    | 30 216       | 100,00       | 30 217      | 100,00      |
| Abstentions          | Abstentions         | Abstentions | Abstentions | 16 083       | 53,23        | 16 119      | 53,34       |
| Votants              | Votants             | Votants     | Votants     | 14 133       | 46,77        | 14 098      | 46,66       |
| Blancs               | Blancs              | Blancs      | Blancs      | 305          | 2,16         | 855         | 6,06        |
| Nuls                 | Nuls                | Nuls        | Nuls        | 109          | 0,77         | 330         | 2,34        |
| Exprimés             | Exprimés            | Exprimés    | Exprimés    | 13 719       | 97,07        | 12 913      | 91,59       |
| * conseiller sortant |                     |             |             |              |              |             |             |

### Canton de Sarralbe
| Candidats            | Candidats                   | Partis      | Partis      | Premier tour | Premier tour | Second tour | Second tour |
| Candidats            | Candidats                   | Partis      | Partis      | Voix         | %            | Voix        | %           |
| -------------------- | --------------------------- | ----------- | ----------- | ------------ | ------------ | ----------- | ----------- |
| 1                    | Éric Bauer                  |             | FN          | 4 255        | 34,57        | 5 277       | 45,59       |
| 1                    | Laura Sanitate              |             | FN          | 4 255        | 34,57        | 5 277       | 45,59       |
| 2                    | Pierre-Jean Didiot          |             | DVD         | 3 097        | 25,16        |             |             |
| 2                    | Marine Hocquel              |             | DVD         | 3 097        | 25,16        |             |             |
| 3                    | Claude Bitte*               |             | UMP         | 3 972        | 32,27        | 6 297       | 54,41       |
| 3                    | Sonya Cristinelli-Fraiboeuf |             | UMP         | 3 972        | 32,27        | 6 297       | 54,41       |
| 4                    | Barbara Gross               |             | PS          | 986          | 8,01         |             |             |
| 4                    | Gilbert Poirot              |             | PS          | 986          | 8,01         |             |             |
|                      |                             |             |             |              |              |             |             |
| Inscrits             | Inscrits                    | Inscrits    | Inscrits    | 25 525       | 100,00       | 25 523      | 100,00      |
| Abstentions          | Abstentions                 | Abstentions | Abstentions | 12 740       | 49,91        | 13 048      | 51,12       |
| Votants              | Votants                     | Votants     | Votants     | 12 785       | 50,09        | 12 475      | 48,88       |
| Blancs               | Blancs                      | Blancs      | Blancs      | 340          | 2,66         | 681         | 5,46        |
| Nuls                 | Nuls                        | Nuls        | Nuls        | 135          | 1,06         | 220         | 1,76        |
| Exprimés             | Exprimés                    | Exprimés    | Exprimés    | 12 310       | 96,28        | 11 574      | 92,78       |
| * conseiller sortant |                             |             |             |              |              |             |             |

### Canton de Sarrebourg
| Candidats   | Candidats        | Partis      | Partis      | Premier tour | Premier tour | Second tour | Second tour |
| Candidats   | Candidats        | Partis      | Partis      | Voix         | %            | Voix        | %           |
| ----------- | ---------------- | ----------- | ----------- | ------------ | ------------ | ----------- | ----------- |
| 1           | Christine Herzog |             | DVD         | 3 234        | 29,05        | 4 261       | 36,55       |
| 1           | Bernard Simon    |             | DVD         | 3 234        | 29,05        | 4 261       | 36,55       |
| 2           | Nadine Malasse   |             | FN          | 3 335        | 29,96        | 3 143       | 26,96       |
| 2           | Stéphane Pierre  |             | FN          | 3 335        | 29,96        | 3 143       | 26,96       |
| 3           | Martine Peltre   |             | UMP         | 3 517        | 31,60        | 4 255       | 36,50       |
| 3           | Camille Zieger   |             | UMP         | 3 517        | 31,60        | 4 255       | 36,50       |
| 4           | Paul Bor         |             | PS          | 1 045        | 9,39         |             |             |
| 4           | Odile Schontz    |             | PS          | 1 045        | 9,39         |             |             |
|             |                  |             |             |              |              |             |             |
| Inscrits    | Inscrits         | Inscrits    | Inscrits    | 22 396       | 100,00       | 22 395      | 100,00      |
| Abstentions | Abstentions      | Abstentions | Abstentions | 10 691       | 47,74        | 10 221      | 45,64       |
| Votants     | Votants          | Votants     | Votants     | 11 705       | 52,26        | 12 174      | 54,36       |
| Blancs      | Blancs           | Blancs      | Blancs      | 411          | 3,51         | 381         | 3,13        |
| Nuls        | Nuls             | Nuls        | Nuls        | 163          | 1,39         | 134         | 1,10        |
| Exprimés    | Exprimés         | Exprimés    | Exprimés    | 11 131       | 95,10        | 11 659      | 95,77       |

### Canton de Sarreguemines
| Candidats            | Candidats          | Partis      | Partis      | Premier tour | Premier tour | Second tour | Second tour |
| Candidats            | Candidats          | Partis      | Partis      | Voix         | %            | Voix        | %           |
| -------------------- | ------------------ | ----------- | ----------- | ------------ | ------------ | ----------- | ----------- |
| 1                    | Jean-Claude Cunat* |             | UDI         | 5 315        | 39,52        | 8 217       | 59,33       |
| 1                    | Évelyne Firtion    |             | DVD         | 5 315        | 39,52        | 8 217       | 59,33       |
| 2                    | Nadine Mouzard     |             | PS          | 2 228        | 16,57        |             |             |
| 2                    | Michaël Weber      |             | PS          | 2 228        | 16,57        |             |             |
| 3                    | Florence Giannetti |             | FN          | 5 291        | 39,34        | 5 633       | 40,67       |
| 3                    | Pascal Jenft       |             | FN          | 5 291        | 39,34        | 5 633       | 40,67       |
| 4                    | Coskun Erdogan     |             | FG          | 615          | 4,57         |             |             |
| 4                    | Bernadette Hilpert |             | FG          | 615          | 4,57         |             |             |
|                      |                    |             |             |              |              |             |             |
| Inscrits             | Inscrits           | Inscrits    | Inscrits    | 33 467       | 100,00       | 33 463      | 100,00      |
| Abstentions          | Abstentions        | Abstentions | Abstentions | 19 280       | 57,61        | 18 814      | 56,22       |
| Votants              | Votants            | Votants     | Votants     | 14 187       | 42,39        | 14 649      |             |
| Blancs               | Blancs             | Blancs      | Blancs      | 512          | 3,61         | 572         | 3,90        |
| Nuls                 | Nuls               | Nuls        | Nuls        | 226          | 1,59         | 227         | 1,55        |
| Exprimés             | Exprimés           | Exprimés    | Exprimés    | 13 449       | 94,80        | 13 850      | 94,55       |
| * conseiller sortant |                    |             |             |              |              |             |             |

### Canton du Saulnois
| Candidats            | Candidats               | Partis      | Partis      | Premier tour | Premier tour | Second tour | Second tour |
| Candidats            | Candidats               | Partis      | Partis      | Voix         | %            | Voix        | %           |
| -------------------- | ----------------------- | ----------- | ----------- | ------------ | ------------ | ----------- | ----------- |
| 1                    | Estelle Gallot          |             | FG          | 577          | 4,69         |             |             |
| 1                    | Emmanuel Grandjean      |             | FG          | 577          | 4,69         |             |             |
| 2                    | Annette Jost            |             | DVD         | 2 812        | 22,88        |             |             |
| 2                    | Alain Pattar*           |             | UDI         | 2 812        | 22,88        |             |             |
| 3                    | Norbert Degrelle        |             | FN          | 3 557        | 28,94        | 4 430       | 39,67       |
| 3                    | Bénédicte Oudin Stephan |             | FN          | 3 557        | 28,94        | 4 430       | 39,67       |
| 4                    | Olivia Chaponet         |             | PS          | 1 153        | 9,38         |             |             |
| 4                    | Remy Hamant             |             | PS          | 1 153        | 9,38         |             |             |
| 5                    | Didier Conte            |             | DLF         | 329          | 2,68         |             |             |
| 5                    | Naila Hennard           |             | DLF         | 329          | 2,68         |             |             |
| 6                    | Jeannine Berviller*     |             | UDI         | 3 863        | 31,43        | 6 738       | 60,33       |
| 6                    | Fernand Lormant*        |             | UMP         | 3 863        | 31,43        | 6 738       | 60,33       |
|                      |                         |             |             |              |              |             |             |
| Inscrits             | Inscrits                | Inscrits    | Inscrits    | 23 490       | 100,00       | 23 499      | 100,00      |
| Abstentions          | Abstentions             | Abstentions | Abstentions | 10 658       | 45,37        | 11 158      | 47,48       |
| Votants              | Votants                 | Votants     | Votants     | 12 832       | 54,63        | 12 341      | 52,52       |
| Blancs               | Blancs                  | Blancs      | Blancs      | 399          | 3,11         | 917         | 7,43        |
| Nuls                 | Nuls                    | Nuls        | Nuls        | 142          | 1,11         | 256         | 2,07        |
| Exprimés             | Exprimés                | Exprimés    | Exprimés    | 12 291       | 95,78        | 11 168      | 90,50       |
| * conseiller sortant |                         |             |             |              |              |             |             |

### Canton du Sillon mosellan
| Candidats   | Candidats         | Partis      | Partis      | Premier tour | Premier tour | Second tour | Second tour |
| Candidats   | Candidats         | Partis      | Partis      | Voix         | %            | Voix        | %           |
| ----------- | ----------------- | ----------- | ----------- | ------------ | ------------ | ----------- | ----------- |
| 1           | Julien Freyburger |             | UMP         | 5 204        | 42,23        | 7 576       | 64,89       |
| 1           | Valérie Romilly   |             | UMP         | 5 204        | 42,23        | 7 576       | 64,89       |
| 2           | Claude Boulange   |             | FN          | 3 866        | 31,37        | 4 099       | 35,11       |
| 2           | Laurence Burg     |             | FN          | 3 866        | 31,37        | 4 099       | 35,11       |
| 3           | Régine Dautruche  |             | FG          | 1 415        | 11,48        |             |             |
| 3           | Jacques Marchal   |             | FG          | 1 415        | 11,48        |             |             |
| 4           | Virginie Maas     |             | PS          | 1 838        | 14,92        |             |             |
| 4           | Stéphane Meignel  |             | PS          | 1 838        | 14,92        |             |             |
|             |                   |             |             |              |              |             |             |
| Inscrits    | Inscrits          | Inscrits    | Inscrits    | 30 905       | 100,00       | 30 904      | 100,00      |
| Abstentions | Abstentions       | Abstentions | Abstentions | 18 020       | 58,31        | 18 156      | 58,75       |
| Votants     | Votants           | Votants     | Votants     | 12 885       | 41,69        | 12 748      | 41,25       |
| Blancs      | Blancs            | Blancs      | Blancs      | 414          | 3,21         | 811         | 6,36        |
| Nuls        | Nuls              | Nuls        | Nuls        | 148          | 1,15         | 262         | 2,06        |
| Exprimés    | Exprimés          | Exprimés    | Exprimés    | 12 323       | 95,64        | 11 675      | 91,58       |

### Canton de Stiring-Wendel
| Candidats   | Candidats           | Partis      | Partis      | Premier tour | Premier tour | Second tour | Second tour |
| Candidats   | Candidats           | Partis      | Partis      | Voix         | %            | Voix        | %           |
| ----------- | ------------------- | ----------- | ----------- | ------------ | ------------ | ----------- | ----------- |
| 1           | Kévin Pfeffer       |             | FN          | 4 016        | 42,42        | 4 360       | 42,33       |
| 1           | Patricia Scheuer    |             | FN          | 4 016        | 42,42        | 4 360       | 42,33       |
| 2           | Michel Obiegala     |             | PS          | 1 099        | 11,61        |             |             |
| 2           | Nuray Unlu Civgin   |             | PS          | 1 099        | 11,61        |             |             |
| 3           | Ghislaine Clemens   |             | FG          | 712          | 7,52         |             |             |
| 3           | Jean-Claude Schmidt |             | FG          | 712          | 7,52         |             |             |
| 4           | Élisabeth Haag      |             | DVD         | 3 641        | 38,46        | 5 940       | 57,67       |
| 4           | Constant Kieffer    |             | DVD         | 3 641        | 38,46        | 5 940       | 57,67       |
|             |                     |             |             |              |              |             |             |
| Inscrits    | Inscrits            | Inscrits    | Inscrits    | 26 485       | 100,00       | 26 484      | 100,00      |
| Abstentions | Abstentions         | Abstentions | Abstentions | 16 527       | 62,40        | 15 716      | 59,34       |
| Votants     | Votants             | Votants     | Votants     | 9 958        | 37,60        | 10 768      | 40,66       |
| Blancs      | Blancs              | Blancs      | Blancs      | 318          | 3,19         | 340         | 3,16        |
| Nuls        | Nuls                | Nuls        | Nuls        | 172          | 1,73         | 128         | 1,19        |
| Exprimés    | Exprimés            | Exprimés    | Exprimés    | 9 468        | 95,08        | 10 300      | 95,65       |

### Canton de Thionville
| Candidats            | Candidats               | Partis      | Partis      | Premier tour | Premier tour | Second tour | Second tour |
| Candidats            | Candidats               | Partis      | Partis      | Voix         | %            | Voix        | %           |
| -------------------- | ----------------------- | ----------- | ----------- | ------------ | ------------ | ----------- | ----------- |
| 1                    | Philippe Noller         |             | FG          | 646          | 5,03         |             |             |
| 1                    | Dominique Schmitt       |             | FG          | 646          | 5,03         |             |             |
| 2                    | Guillaume Herbiet       |             | EÉLV        | 713          | 5,55         |             |             |
| 2                    | Éliane Romani           |             | EÉLV        | 713          | 5,55         |             |             |
| 3                    | Catherine Bur           |             | FN          | 2 918        | 22,71        |             |             |
| 3                    | Hervé Hoff              |             | FN          | 2 918        | 22,71        |             |             |
| 4                    | Agnès Lenert            |             | DLF         | 279          | 2,17         |             |             |
| 4                    | François Zimmermann     |             | DLF         | 279          | 2,17         |             |             |
| 5                    | Pauline Lapointe-Zordan |             | UMP         | 4 016        | 31,25        | 6 379       | 52,04       |
| 5                    | Olivier Rech            |             | UMP         | 4 016        | 31,25        | 6 379       | 52,04       |
| 6                    | Jean-Frédéric Lippis    |             | MoDem       | 278          | 2,16         |             |             |
| 6                    | Marie-Astrid Roy        |             | MoDem       | 278          | 2,16         |             |             |
| 7                    | Bertrand Mertz*         |             | PS          | 4 000        | 31,13        | 5 879       | 47,96       |
| 7                    | Brigitte Vaisse         |             | PS          | 4 000        | 31,13        | 5 879       | 47,96       |
|                      |                         |             |             |              |              |             |             |
| Inscrits             | Inscrits                | Inscrits    | Inscrits    | 30 075       | 100,00       | 30 070      | 100,00      |
| Abstentions          | Abstentions             | Abstentions | Abstentions | 16 873       | 56,10        | 16 965      | 56,42       |
| Votants              | Votants                 | Votants     | Votants     | 13 202       | 43,90        | 13 105      | 43,58       |
| Blancs               | Blancs                  | Blancs      | Blancs      | 250          | 1,89         | 603         | 4,60        |
| Nuls                 | Nuls                    | Nuls        | Nuls        | 102          | 0,77         | 244         | 1,86        |
| Exprimés             | Exprimés                | Exprimés    | Exprimés    | 12 850       | 97,33        | 12 258      | 93,54       |
| * conseiller sortant |                         |             |             |              |              |             |             |

### Canton d'Yutz
| Candidats            | Candidats           | Partis      | Partis      | Premier tour | Premier tour | Second tour | Second tour |
| Candidats            | Candidats           | Partis      | Partis      | Voix         | %            | Voix        | %           |
| -------------------- | ------------------- | ----------- | ----------- | ------------ | ------------ | ----------- | ----------- |
| 1                    | Brigitte Albertus   |             | EÉLV        | 1 262        | 8,69         |             |             |
| 1                    | Michel Blum         |             | EÉLV        | 1 262        | 8,69         |             |             |
| 2                    | Daniel Oestreicher  |             | PS          | 1 664        | 11,46        |             |             |
| 2                    | Sofia Remili        |             | PS          | 1 664        | 11,46        |             |             |
| 3                    | Aline Bodo          |             | FN          | 3 478        | 23,96        | 3 452       | 26,00       |
| 3                    | Stéphane Reichling  |             | FN          | 3 478        | 23,96        | 3 452       | 26,00       |
| 4                    | Patrick Weiten*     |             | UDI         | 7 359        | 50,69        | 9 825       | 74,00       |
| 4                    | Rachel Zirovnik     |             | UDI         | 7 359        | 50,69        | 9 825       | 74,00       |
| 5                    | Pierre-Élie Bernard |             | FG          | 755          | 5,20         |             |             |
| 5                    | Hélène Bour         |             | FG          | 755          | 5,20         |             |             |
|                      |                     |             |             |              |              |             |             |
| Inscrits             | Inscrits            | Inscrits    | Inscrits    | 36 056       | 100,00       | 36 059      | 100,00      |
| Abstentions          | Abstentions         | Abstentions | Abstentions | 20 984       | 58,20        | 21 891      | 60,71       |
| Votants              | Votants             | Votants     | Votants     | 15 072       | 41,80        | 14 168      | 39,29       |
| Blancs               | Blancs              | Blancs      | Blancs      | 430          | 2,85         | 695         | 4,91        |
| Nuls                 | Nuls                | Nuls        | Nuls        | 124          | 0,82         | 196         | 1,38        |
| Exprimés             | Exprimés            | Exprimés    | Exprimés    | 14 518       | 96,32        | 13 277      | 93,71       |
| * conseiller sortant |                     |             |             |              |              |             |             |